# 张茂宗
张茂宗（779年—835年），字元一，奚族，上谷人，唐朝官员。易定节度使张孝忠第七子。唐德宗的驸马。
张茂宗以父荫累官至光禄少卿同正。贞元三年（787年），唐德宗许尚公主，拜银青光禄大夫、本官驸马都尉，因为公主年幼，待十三岁时出嫁。张茂宗母亲去世，遗表请终嘉礼。唐德宗念及张茂昭的功勋，即日授云麾将军，起复授左卫将军同正、驸马都尉。谏官蒋乂反对，认为自古以来，未闻有驸马起复而尚公主者。唐德宗不纳，以义章公主下嫁张茂宗。唐宪宗元和十一年，张茂宗为左衛將軍、闲厩使。勾结吐突承璀，强夺因为荒废给百姓的牧马地。十五年转左金吾卫将军。唐穆宗长庆二年（822年），张茂宗遷右金吾大将軍、充右街使。寶歷元年七月，迁检校工部尚书，兼兖州刺史、御史大夫，充兖海沂节度等使，加检校兵部尚书。唐文宗太和四年（830年）十月，入为右金吾卫大将军，充右街使，明月轉左金吾大将軍、充左街使。六年九月，授撿挍吏部尚書、兼御史大夫、右羽林軍統軍。九年十月，授太子少保致仕。十一月廿八日卒于萬年縣新昌里私第，享年五十有七。追贈太子太傅。
有子二人，長曰张玄亮，前左春坊太子宫門局丞；次曰張玄應，前左衛率府胄曹參軍。